# 브라질리아
브라질리아(브라질 포르투갈어: Brasília)는 브라질의 수도이다. 1956년 내륙 지방 개척과 기존 수도의 노후화를 이유로 건설되었으며, 1987년 세계유산으로 지정되었다.

## 역사

### 수도 이전 계획
브라질의 식민지 시절을 포함하여 사우바도르와 상파울루는 오랜 기간 동안 브라질의 수도였다. 1889년 공화주의자들이 페드루 2세를 몰아내고 브라질 공화국을 선포한 이후 여러차례 수도 이전 계획이 발표되었지만, 타당성을 인정받지 못해 취소되었다. 1930년 반공주의 독재자 제툴리우 바르가스의 폭력적 통치가 시작되고 1945년 종식될 때까지 상파울루는 사실상 수도의 역할을 하였다.

### 건설
1956년에 대통령에 당선된 주셀리누 쿠비체크는 새로운 수도 건설을 통해, 공식적으로 수도 이전 계획을 발표했다. 그는 새 수도 건설이 내륙지방 개발운동을 확산시킬 것이라 굳게 믿었다. 1957년 3월경 브라질은 브라질리아 착공을 시작하여 빠른 속도로 건설되었다. 건설 노동자들은 대부분 가난한 북동부 지방 출신으로, 정부의 계획과 다르게 건설 후 도시에 정착했다. 고대 로마의 전설 속의 창건일인 1960년 4월 21일에 브라질리아가 공식적으로 브라질의 새 수도가 되었다.
1961년 11월 주앙 굴라르는 오스카르 니에메예르와 루시우 쿠스타를 수도 이전 계획 총책임자로 임명했다. 그해 12월 오스카르 니에메예르와 루시우 쿠스타는 1970년까지 50만명까지 수용할 수 있는 주택 정책을 발표했다.
브라질리아는 포르투갈의 식민지 건축양식이 아닌 현대주의 양식으로 설계되었고, 1962년부터 1963년까지 상파울루에 있는 국가 기관들은 브라질리아로 이전되었다.
그러나 1964년 3·31 쿠데타로 들어선 브라질 군사독재정권은 브라질리아를 자신들의 편의 맞추어 내륙지방 개발의 거점이 아닌 부르주아지들을 위한 도시로 변형시키기 시작했다.

### 현대
브라질리아의 인구는 21세기에 들어 300만명, 주변 지역을 합하면 400만명을 넘어 설계 인구를 크게 초과했다. 초과 인구의 대부분은 원래의 브라질리아 바깥의 무질서하게 개발된 베드타운에 거주하고 있다. 니에메예르가 소셜 믹싱을 염두에 두고 섬세하게 설계한 주택가에는 대부분 부르지아지들이 거주한다.
자동차 중심의 설계로 교통 체증이 심각해지자 브라질리아 지하철이 개통되었다. 이외에도 브라질리아는 여러 도시 문제들로 모더니즘 건축의 이상과 현실을 보여주는 사례가 되었다.

## 경제
브라질리아는 수도로서 행정, 법률, 금융, 통신등의 서비스업이 발전했다. 산업을 다변화하기 위해 제조업과 소프트웨어 산업에 중점적으로 투자가 이루어지고 있다.
브라질리아의 GDP는 행정 54.8%, 서비스 28.7%, 제조업 10.2%, 상업 6.1%, 농업 0.2%로 구성된다. 2018년 브라질에서 3번째로 경제 규모가 큰 도시로, 브라질 전체 GDP의 3.6%를 차지했다.
브라질리아가 있는 연방구는 브라질에서 인간 개발 지수와 1인당 소득이 가장 높다.

## 문화

### 건축
아무것도 없는 브라질 중부 고원에 건축된 브라질리아는 도시 계획 역사의 이정표로 꼽힌다. 도시 계획가 루시우 코스타와 건축가 오스카르 니에메예르는 날아가는 새 혹은 비행기의 모습을 한 거주 지역과 행정 지역의 배치부터 건물의 대칭성까지 모든 요소들이 도시의 전체적인 디자인과 조화를 이루도록 설계하였다. 특히 니에메예르가 설계한 초현대적 공공건물은 매우 혁신적이고 창의적이다.
르 코르뷔지에에 의해 주창된 20세기 도시 계획의 원칙은 세계적으로 수도 규모의 도시에서는 거의 적용되지 않았지만 찬디가르와 브라질리아 2곳은 예외였다. 이전의 좁은 도로 전통을 깨는 도로 계획, 기능 분리를 기반으로 하는 이상적인 도시의 개념, 넓은 자연 공간의 배치 등이다.
곡선 갈래의 남북 방향의 중심축은 넓은 교통 동맥 평면도를 따라간다. 이 도로를 따라 거주 지역은 세부 구역으로 나뉘어 있다. 세부구역에는 각각 자체의 상업 센터와 레저 시설, 녹지, 학교, 교회 등이 갖추어져 공공 및 생활편의를 한 지역에서 처리할 수 있도록 하였다.
기념물들이 모인 축으로 알려진 수직의 동서축은 1960년에 공식적으로 수도가 된 후 새로운 도시의 행정타운이 되었다. 오스카 니에마이어의 가장 유명한 건축물도 이곳에 세워졌다.
브라질리아의 도시 경관에서 가장 아름다운 건물로는 삼권 광장(Plaza of Three Powers), 플라날토 궁전(Planalto Palace), 시청, 2개의 마천루(skyscraper)로 되어 있는 의회(상원 건물의 둥근 천장과 하원 건물의 오목형 원뿔에 의해 측면이 처리), 그리고 대법원 등을 꼽을 수 있다. 그리고 예술적 가치가 있는 또 다른 구조물로는 장관들의 산책로, 대성당, 주셀리노 쿠비체크(Juscelino Kubitschek) 신전과 국립극장(National Theatre) 등이 있다.

## 교통
상파울루와 히우지자네이루, 마나우스, 포르투알레그리 등 다른 대도시와는 거리가 떨어져있어 항공기와 장거리 버스가 도시의 주요 교통 수단이다. 기차역도 존재하지만, 내륙을 횡단하는 화물 열차가 주 운송 수단으로 사용되며, 여객 열차는 운행하지 않는다. 국제공항으로는 브라질리아 국제공항이 있다.
도시 내에는 브라질리아 지하철이 있다.

## 기후
| 브라질리아의 기후                                                        | 브라질리아의 기후 | 브라질리아의 기후 | 브라질리아의 기후 | 브라질리아의 기후 | 브라질리아의 기후 | 브라질리아의 기후 | 브라질리아의 기후 | 브라질리아의 기후 | 브라질리아의 기후 | 브라질리아의 기후 | 브라질리아의 기후 | 브라질리아의 기후 | 브라질리아의 기후 |
| 월                                                                       | 1월               | 2월               | 3월               | 4월               | 5월               | 6월               | 7월               | 8월               | 9월               | 10월              | 11월              | 12월              | 연간              |
| ------------------------------------------------------------------------ | ----------------- | ----------------- | ----------------- | ----------------- | ----------------- | ----------------- | ----------------- | ----------------- | ----------------- | ----------------- | ----------------- | ----------------- | ----------------- |
| 역대 최고 기온 °C (°F)                                                   | 32.6 (90.7)       | 32.0 (89.6)       | 32.1 (89.8)       | 31.6 (88.9)       | 31.6 (88.9)       | 31.6 (88.9)       | 30.8 (87.4)       | 33.0 (91.4)       | 35.7 (96.3)       | 36.4 (97.5)       | 34.5 (94.1)       | 33.7 (92.7)       | 36.4 (97.5)       |
| 일평균 최고 기온 °C (°F)                                                 | 26.9 (80.4)       | 27.2 (81.0)       | 27.0 (80.6)       | 26.8 (80.2)       | 26.0 (78.8)       | 25.3 (77.5)       | 25.6 (78.1)       | 27.4 (81.3)       | 29.1 (84.4)       | 29.0 (84.2)       | 27.0 (80.6)       | 26.8 (80.2)       | 27.0 (80.6)       |
| 일일 평균 기온 °C (°F)                                                   | 21.9 (71.4)       | 21.9 (71.4)       | 21.8 (71.2)       | 21.6 (70.9)       | 20.3 (68.5)       | 19.3 (66.7)       | 19.3 (66.7)       | 21.0 (69.8)       | 22.8 (73.0)       | 23.1 (73.6)       | 21.7 (71.1)       | 21.7 (71.1)       | 21.4 (70.5)       |
| 일평균 최저 기온 °C (°F)                                                 | 18.3 (64.9)       | 18.2 (64.8)       | 18.2 (64.8)       | 17.7 (63.9)       | 15.6 (60.1)       | 14.2 (57.6)       | 13.9 (57.0)       | 15.3 (59.5)       | 17.6 (63.7)       | 18.5 (65.3)       | 18.1 (64.6)       | 18.3 (64.9)       | 17.0 (62.6)       |
| 역대 최저 기온 °C (°F)                                                   | 12.2 (54.0)       | 11.0 (51.8)       | 14.5 (58.1)       | 10.7 (51.3)       | 3.2 (37.8)        | 3.3 (37.9)        | 1.6 (34.9)        | 5.0 (41.0)        | 9.0 (48.2)        | 10.2 (50.4)       | 11.4 (52.5)       | 11.4 (52.5)       | 1.6 (34.9)        |
| 평균 강수량 mm (인치)                                                    | 206.0 (8.11)      | 179.5 (7.07)      | 226.0 (8.90)      | 145.2 (5.72)      | 26.9 (1.06)       | 3.3 (0.13)        | 1.5 (0.06)        | 16.3 (0.64)       | 38.1 (1.50)       | 141.8 (5.58)      | 253.1 (9.96)      | 241.1 (9.49)      | 1,478.8 (58.22)   |
| 평균 강수일수 (≥ 1.0 mm)                                                 | 16                | 14                | 15                | 9                 | 3                 | 1                 | 0                 | 2                 | 4                 | 10                | 17                | 18                | 109               |
| 평균 상대 습도 (%)                                                       | 74.7              | 74.2              | 76.1              | 72.2              | 65.4              | 58.8              | 51.0              | 43.5              | 46.4              | 58.8              | 74.5              | 76.0              | 64.3              |
| 평균 월간 일조시간                                                       | 159.6             | 158.9             | 168.7             | 200.8             | 237.9             | 247.6             | 268.3             | 273.5             | 225.7             | 191.3             | 138.3             | 145.0             | 2,415.6           |
| 출처 1: 브라질 국립기상연구소 (평년값: 1991년~2020년, 극값: 1961년~현재) |                   |                   |                   |                   |                   |                   |                   |                   |                   |                   |                   |                   |                   |
| 출처 2: Meteo Climat (극값 일부)                                         |                   |                   |                   |                   |                   |                   |                   |                   |                   |                   |                   |                   |                   |

## 자매 도시
- 아르헨티나 부에노스아이레스[12]
- 우루과이 몬테비데오[12]
- 이탈리아 로마[12]
- 파라과이 아순시온[12]
- 미국 워싱턴 D.C.[12]

## 같이 보기
- 아라카주
- 벨루오리존치
- 보아비스타 (호라이마주)
- 파우마스 (토칸칭스주)
- 테레지나